# 9-я зенитная дивизия (люфтваффе)
9-я Зенитная (ПВО) дивизия люфтваффе (нем. 9. Flak-Division) — дивизия, входившая в состав военно-воздушных сил Германии (люфтваффе), известна своим участием в Сталинградской битве.

## Боевой путь
Образована 1 сентября 1941 года в Кане (северная Франция) на базе Luftverteidigungskommando 9, в состав дивизии входили 15-й, 30-й, 59-й, 100-й зенитные полки, 129-й батальон связи.
В январе 1942 года переброшена на Восточный фронт, подчинена Группе армий «Юг». Состав дивизии переформирован, в неё вошли — 37-й (п-к Вольф), 91-й (п-к Краузе), 104-й (п-к Розенберг) зенитные полки, 129-й батальон связи. Дивизия насчитывала 26 тяжёлых и 42 лёгких зенитных батарей.
В первой половине 1942 года подчинена 11-й армии, участвовала в захвате Крыма, с августа 1942 года в составе 6-й армии участвует в наступлении на Сталинград.
В январе 1943 года в котле под Сталинградом практически полностью уничтожена. Командир дивизии генерал Вольфганг Пикерт в январе 1943 года вылетел на встречу с генеральным инспектором люфтваффе Мильхом и при попытке возвратиться в расположение дивизии не смог, по его словам, посадить самолёт и вернулся в тыл.
Командование дивизией принял подполковник Рихард Хайцманн, в конце января он был ранен и с остатками дивизии сдался в плен (24 февраля 1943 года умер в плену). Уничтожены или захвачены советскими войсками 18 тяжёлых и 30 лёгких зенитных батарей.
Некоторые подразделения дивизии оказались вне кольца окружения. Единственным вышедшим из окружения под Сталинградом немецким солдатом был унтер-офицер из этой дивизии. Погиб на следующий день на перевязочном пункте по разным данным от осколка миномётной мины или авиабомбы.
В феврале 1943 года в Крыму 9-я зенитная дивизия сформирована заново, оставалась в Крыму до апреля 1944 года, когда снова понесла тяжёлые потери. В мае-августе 1944 года переформирована в Бреслау, направлена на западный фронт.
С сентября 1944 года базировалась в Саарбрюккене, с февраля 1945 года — в Вёрсбахе, с марта — в Гемерсхайме. К концу войны находилась в Баварии.

## Командиры дивизии
- 01.09.41-25.06.42 — Генерал Отто-Вильгельм фон Ренц
- 25.06.42-12.01.43 — Генерал Вольфганг Пикерт
- хх.01.43-хх.01.43 — Полковник Вильгельм Вольфф
- хх.01.43-03.02.43 — Подполковник Рихард Хайцманн
- 07.02.43-17.05.44 — Генерал Вольфганг Пикерт
- 18.05.44-22.06.44 — Полковник Вильгельм ван Коолвейк
- 23.06.44-04.05.45 — Генерал-лейтенант Адольф Пирманн